# Korsholmen, Kyrkslätt
Korsholmen är en ö i Finland. Den ligger i Finska viken och i kommunen Kyrkslätt i den ekonomiska regionen  Helsingfors i landskapet Nyland, i den södra delen av landet. Ön ligger omkring 21 kilometer sydväst om Helsingfors.
Öns area är 5,1 hektar och dess största längd är 370 meter i öst-västlig riktning.